# Pipunculus kondarensis
Pipunculus kondarensis är en tvåvingeart som beskrevs av Kuznetzov 1991. Pipunculus kondarensis ingår i släktet Pipunculus och familjen ögonflugor. Inga underarter finns listade i Catalogue of Life.